# Liste des sites Natura 2000 du département des Vosges
Cet article recense les sites Natura 2000 des Vosges, en France.

## Statistiques
Les Vosges compte 30 sites classés Natura 2000. 28 bénéficient d'un classement comme site d'intérêt communautaire (SIC), 2 comme zone de protection spéciale (ZPS).

## Liste
| Site                                                                                                 | Type | Superficie (ha) | Fiche     | Coordonnées                      | Photo |
| --- | ---- | --------------- | --------- | -------------------------------- | ----- |
| Chaumes du Hohneck, Kastelberg, Rainkopf et Charlemagne                                              | SIC  | +00210,         | FR4100203 | 48° 01′ 52″ nord, 7° 00′ 25″ est |       |
| Confluence Moselle - Moselotte                                                                       | SIC  | +01 128,        | FR4100228 | 48° 00′ 45″ nord, 6° 37′ 30″ est |       |
| Étang et tourbière de la Demoiselle                                                                  | SIC  | +00015,         | FR4100207 | 48° 00′ 11″ nord, 6° 32′ 50″ est |       |
| Forêt domaniale de Gérardmer Ouest (La Morte Femme, faignes de Noir Rupt)                            | SIC  | +01 011,        | FR4100194 | 48° 03′ 39″ nord, 6° 48′ 12″ est |       |
| Forêt d'Harreville-les-Chanteurs                                                                     | SIC  | +00433,         | FR2100320 | 48° 15′ 31″ nord, 5° 37′ 57″ est |       |
| Forêts et étangs du Bambois                                                                          | SIC  | +00094,         | FR4100190 | 47° 57′ 15″ nord, 6° 48′ 07″ est |       |
| Gites à chauves-souris autour de Saint-Dié                                                           | SIC  | +0 0000,04      | FR4100246 | 48° 19′ 04″ nord, 6° 58′ 07″ est |       |
| Gites à chiroptères autour d'Épinal                                                                  | SIC  | +0 0000,03      | FR4100245 | 48° 09′ 37″ nord, 6° 24′ 09″ est |       |
| Gites à chiroptères de la Colline Inspirée - Érablières, pelouses, église et château de Vandeléville | SIC  | +00034,         | FR4100177 | 48° 25′ 20″ nord, 5° 59′ 25″ est |       |
| Gîtes à chiroptères de la Vôge                                                                       | SIC  | +0 0001,        | FR4102002 | 47° 59′ 59″ nord, 5° 59′ 31″ est |       |
| Massif forestier de Longegoutte                                                                      | SIC  | +00356,         | FR4100202 | 47° 57′ 07″ nord, 6° 42′ 24″ est |       |
| Massif du Grand Ventron                                                                              | SIC  | +00944,         | FR4100196 | 47° 57′ 36″ nord, 6° 54′ 41″ est |       |
| Massif de Haute Meurthe, défilé de Straiture                                                         | SIC  | +00959,         | FR4100198 | 48° 06′ 52″ nord, 6° 59′ 13″ est |       |
| Massif de Saint-Maurice et Bussang                                                                   | SIC  | +00686,         | FR4100199 | 47° 52′ 08″ nord, 6° 52′ 26″ est |       |
| Massif de Vologne                                                                                    | SIC  | +00598,         | FR4100197 | 48° 06′ 22″ nord, 6° 50′ 27″ est |       |
| Milieux forestiers et prairies humides des vallées du Mouzon et de l'Anger                           | SIC  | +00320,         | FR4100191 | 48° 17′ 01″ nord, 5° 41′ 54″ est |       |
| Mines de Mairelles, de Château-Lambert, réseau Jean Antoine, secteur Le Thillot                      | SIC  | +0 0006,        | FR4100175 | 47° 51′ 32″ nord, 6° 46′ 12″ est |       |
| Ruisseau et tourbière de Belbriette                                                                  | SIC  | +00019,         | FR4100243 | 48° 04′ 42″ nord, 6° 59′ 10″ est |       |
| Secteur du Tanet, gazon du Faing                                                                     | SIC  | +00538,         | FR4100204 | 48° 05′ 52″ nord, 7° 03′ 13″ est |       |
| Tourbière de la Bouyère                                                                              | SIC  | +0 0003,        | FR4100211 | 48° 08′ 45″ nord, 6° 43′ 55″ est |       |
| Tourbière du Champâtre                                                                               | SIC  | +00017,         | FR4100209 | 48° 00′ 12″ nord, 6° 47′ 37″ est |       |
| Tourbière de Jemnaufaing                                                                             | SIC  | +00010,         | FR4100210 | 48° 00′ 12″ nord, 6° 49′ 33″ est |       |
| Tourbière de Lispach                                                                                 | SIC  | +00011,         | FR4100205 | 48° 03′ 14″ nord, 6° 56′ 40″ est |       |
| Tourbière de Machais et cirque de Blanchemer                                                         | SIC  | +00210,         | FR4100206 | 48° 00′ 29″ nord, 6° 57′ 51″ est |       |
| Vallée de la Meurthe du Collet de la Schlucht au Rudlin                                              | SIC  | +00119,         | FR4100239 | 48° 05′ 17″ nord, 7° 01′ 20″ est |       |
| Vallée de la Meurthe de la Voivre à Saint-Clément et tourbière de la basse Saint-Jean                | SIC  | +02 081,        | FR4100238 | 48° 28′ 09″ nord, 6° 42′ 31″ est |       |
| Vallée de la Moselle (secteur Châtel-sur-Moselle-Tonnoy)                                             | SIC  | +02 335,        | FR4100227 | 48° 26′ 55″ nord, 6° 17′ 57″ est |       |
| Vallée de la Saônelle                                                                                | SIC  | +00029,         | FR4100230 | 48° 21′ 38″ nord, 5° 37′ 00″ est |       |
| Bassigny, partie Lorraine                                                                            | ZPS  | +19 836,        | FR4112011 | 48° 05′ 50″ nord, 5° 44′ 54″ est |       |
| Massif vosgien                                                                                       | ZPS  | +26 413,        | FR4112003 | 47° 59′ 05″ nord, 6° 56′ 22″ est |       |